# Tomonobu Hayakawa
Tomonobu Hayakawa (早川 知伸 Hayakawa Tomonobu?), född 11 juli 1977 i Shizuoka prefektur, är en japansk före detta fotbollsspelare.
Hayakawa började sin karriär 2000 i Urawa Reds. 2003 flyttade han till Yokohama FC. 2008 blev han utlånad till JEF United Chiba. Han gick tillbaka till Yokohama FC 2009. Han spelade 218 ligamatcher för klubben. Han avslutade karriären 2010.